# Musztra strażacka
Musztra strażacka – ogół ćwiczeń prowadzących do przygotowania strażaka oraz pododdziałów straży pożarnej do służby wewnętrznej. Ma na celu wypracować jednolite normy zachowania się w typowych sytuacjach, a także uczy dokładnego wykonywania rozkazów, wytrwałości, dyscypliny, podporządkowania służbowego, szacunku do drugich osób oraz szacunku do munduru. 
W teorii wyróżnia się dwa rodzaje musztry:
- musztra pojedynczego strażaka – przygotowuje strażaka do indywidualnych wystąpień. Składa się na nią nauka przyjmowania postawy zasadniczej (na baczność), postawy swobodnej (na spocznij), umiejętności oddawania honorów, zachowania w sytuacjach typowych, poruszania się, zwrotów w miejscu itp.
- musztra pododdziałów – przygotowuje strażaków do wspólnych działań, zgrywa zespół, wprowadza dyscyplinę, przygotowuje do wystąpień służbowych. Świadczy o poziomie wyszkolenia i dyscypliny danej jednostki.